# Chris Heaton-Harris
Christopher Heaton-Harris, né le 28 novembre 1967 à Epsom, est un homme politique du Parti conservateur britannique.
Il est député pour Daventry de 2010 à 2024 et était auparavant membre du Parlement européen (MEP) pour les Midlands de l'Est de 1999 à 2009.
Il est secrétaire d'État pour l'Irlande du Nord du 6 septembre 2022 au 5 juillet 2024.

## Jeunesse et éducation
Né le 28 novembre 1967, Heaton-Harris fréquente la Tiffin Grammar School for Boys de Kingston upon Thames.
Il travaille pour l'entreprise familiale à New Covent Garden Market, avant de succéder à son père à la présidence de What4 Ltd, jusqu'à son élection au Parlement européen. Aux Élections générales britanniques de 1997 il se présente dans un siège sûr des Travaillistes de Leicester Sud, arrivant deuxième. Il est le candidat du parti conservateur pour ce siège lors de l'élection partielle de Leicester South de 2004 et arrive troisième derrière le Libéral Démocrate Parmjit Singh Gill et le candidat travailliste.

## Parlement européen
Heaton-Harris est élu au Parlement européen en 1999 en tant que député européen des Midlands de l'Est et est réélu en 2004. Il est whip en chef des conservateurs au Parlement européen de 2001 à mars 2004.
Il siège au comité du marché intérieur, chargé de la "coordination au niveau communautaire des législations nationales dans le domaine du marché intérieur et de l'union douanière" ainsi que de la délégation de l'Amérique centrale et de la délégation de la Bulgarie.
Il est membre fondateur de la Campagne pour la réforme parlementaire, un groupe transnational de députés européens qui milite pour des réformes au sein du parlement. Son manifeste comprend la création d'un siège pour le Parlement (à Bruxelles), la réforme du système des dépenses des députés européens et l'amélioration du débat au sein du Parlement.
Il est également chargé de porter le cas de Marta Andreasen, chef comptable de la Commission européenne, en août 2002 et est impliqué dans la lutte contre la fraude, la mauvaise gestion et le gaspillage au sein de la Commission européenne et d'autres institutions européennes.
Immédiatement avant de démissionner en 2009, Heaton-Harris est le président de l'Intergroupe Sports, un groupe d'environ 40 députés européens qui s'intéressent au sport et aux questions sportives.
À partir de mai 2006, il sollicite un soutien au sein du Parlement européen pour une lettre à la FIFA exigeant que l'Équipe d'Iran de football soit expulsée de la Coupe du monde de football de 2006 en raison des commentaires du président iranien sur la Shoah comme mensonge.
Heaton-Harris se décrit comme un « eurosceptique féroce ».

## Député britannique
Chris Heaton-Harris est membre de la liste A conservatrice et est choisi pour succéder à Tim Boswell comme candidat au siège conservateur sûr de Daventry en juin 2006. Il remporte le siège aux élections générales de 2010, avec une majorité de 19 188 voix.
En mars 2012, Heaton-Harris aurait été l'un des députés conservateurs à avoir critiqué le coprésident du parti Sayeeda Warsi lors d'une réunion du comité 1922, à la suite de la gestion par Warsi de la défection de Roger Helmer, député européen, à l'UKIP.
Heaton-Harris préside l'European Research Group, un groupe de députés eurosceptiques, de 2010 à novembre 2016.
Après la démission de Boris Johnson et les démissions suivantes des ministres conservateurs, Heaton-Harris est nommé le 9 juillet 2018 l'un des trois sous-secrétaires d'État parlementaires au Département de la sortie de l'Union européenne.
Le 8 février 2022, il est Whip en chef et Secrétaire parlementaire du Trésor. Le 6 septembre 2022, il est nommé Secrétaire d'État pour l'Irlande du Nord.

## Vie privée
Heaton-Harris est marié et père de deux enfants. C'est un arbitre de football qualifié.